# Ajde Jano
"Ajde Jano" (ser. 'Ајде Јано) – utwór muzyczny pochodzący z Serbii. Według jednej wersji piosenka powstała w XIX w. jako starogradska (staromiejska) śpiewana w knajpach; według innej jest to serbska ludowa pieśń weselna z Kosowa.
"Ajde Jano" wyraża tęsknotę za radosnym życiem i tańcem (taniec kolo) oraz jest wyznaniem miłości dla bliżej nieokreślonej Jany (Juliany). Grany jest zazwyczaj przez orkiestrę lub zespół smyczkowy z towarzyszeniem śpiewającego głosu żeńskiego. Wśród niezliczonych wykonań tego utworu w ostatnich latach szczególną popularność zdobyły wykonania Nigela Kennedy'ego z płyty East Meets East z udziałem Kroke, zaś w Polsce także wykonania zespołów Kroke i Dikanda. Utwór ten jest chętnie wykonywany przez grupy klezmerskie stąd często w Polsce uważany jest błędnie za piosenkę żydowską. W skład orkiestry wchodzą zazwyczaj: podwójne skrzypce, kontrabas, czasem akordeon.